# باريس تورز 1997
باريس تورز 1997 (بالفرنسية: Paris-Tours 1997)‏ هو سباق دراجات هوائية، وهو الموسم رقم 91 من باريس تورز، وأقيم في 5 أكتوبر 1997 ضمن سباقات كأس العالم لسباق الدراجات على الطريق 1997 ‏.
فاز بالمركز الأول أندريه تشميل، وبالمركز الثاني ماكس سياندري، وبالمركز الثالث Henk Vogels ‏.

## الفائزون
| الترتيب | الفائز       |
| ------- | ------------ |
| الفائز  | أندريه تشميل |
| الثاني  | ماكس سياندري |
| الثالث  | Henk Vogels ‏ |